# Porocystis acuminata
Porocystis acuminata är en kinesträdsväxtart som först beskrevs av Ludwig Radlkofer, och fick sitt nu gällande namn av P. Acevedo-rodriguez. Porocystis acuminata ingår i släktet Porocystis och familjen kinesträdsväxter. Inga underarter finns listade i Catalogue of Life.